# Peter Aderhold
Peter Aderhold (* 1966 in Berlin) ist ein deutscher Komponist und Dirigent.

## Leben und Wirken
Peter Aderhold studierte von 1982 bis 1988 an der Hochschule für Musik „Hanns Eisler“ Berlin mit den Hauptfächern Dirigieren (bei Horst Förster, Olaf Koch, Heinz Rögner) und Komposition (Günter Kochan). 1988 absolvierte er sein Staatsexamen in Komposition mit der Ballettmusik Diana; diese hat er als Dirigent anlässlich der DDR-Musiktage in Berlin 1990 mit dem Berliner Sinfonie Orchester uraufgeführt; sie wurde mehrfach im Rundfunk und Fernsehen gesendet. Von 1988 bis 1993 war er als Kapellmeister am Rostocker Theater tätig, um dann 1994/95 an die Vereinigten Bühnen Krefeld/Mönchengladbach als Kapellmeister zu wechseln. Seit 1991 war er als Chefdirigent des Landesjugendorchesters Mecklenburg-Vorpommern tätig (u. a. erster Preis des Wettbewerbs „Jugend und Musik in Wien“ 1997).
Von 1995 bis Juli 2000 wirkte er als erster Kapellmeister und Stellvertreter des Generalmusikdirektors am Stadttheater Bremerhaven. Seit August 2000 lebt er als freischaffender Komponist und Dirigent in Berlin. Er verantwortete die musikalische Leitung mehrerer Inszenierungen (u. a. In the Penal Colony von Philip Glass und Bremer Freiheit von Adriana Hölszky) an der Berliner Kammeroper. Als Gastdirigent arbeitete er auch mit der Staatskapelle Berlin, Dresdner Philharmonie, Staatskapelle Schwerin, Schweriner Philharmonie und der Hallischen Philharmonie. Seit 2003 leitet er das Akademische Orchester Berlin.
Aderhold schrieb sinfonische Werke sowie die Kammeroper Odysseus und der Fremde für das Opernhaus Zürich (2001) und die Oper Luther anlässlich der Neueröffnung des Opernhauses Erfurt. Seine Komposition Fanfare für Orchester führte er 2008 mit dem Akademischen Orchester Berlin anlässlich dessen 100-jährigen Jubiläums auf. Für das gleiche Orchester schrieb er 2011 Meditation – Konzert für Alphorn und Orchester. Sein für Branford Marsalis geschriebenes Concerto for one Player with two Saxophones and Orchestra wurde am 12. Februar 2012 in Frankfurt am Main von diesem und dem Frankfurter Opern- und Museumsorchester unter Sebastian Weigle uraufgeführt.
Aderhold war von 2011 bis 2012 Gastprofessor an der Hochschule für Film und Fernsehen „Konrad Wolf“ in Babelsberg (Satztechnik, Instrumentation und Dirigieren im Studiengang Filmmusik) und ist Dozent an der Hochschule für Musik „Hanns Eisler“ Berlin (Instrumentenkunde, Tonsatz, Gehörbildung).
Am 22. April 2016 wurde am Staatstheater Braunschweig seine zweite Oper Orlando nach dem gleichnamigen Roman von Virginia Woolf uraufgeführt.
Peter Aderhold hat einen Sohn.

## Preise und Auszeichnungen
1984 erhielt er den dritten Preis des Kompositionswettbewerbes der DDR-Musiktage für „Musik für Flöte und Orchester“. Für seine Ballettmusik „Diana“ bekam er zu den DDR-Musiktagen 1990 den „Preis der Kritik“ der Kommission Musikkritik des Verbandes der Komponisten und Musikwissenschaftler der DDR. Gemeinsam mit dem Landesjugendorchester wurde er 1997 mit dem Kulturpreis des Landes Mecklenburg-Vorpommern ausgezeichnet. 2000 war er Preisträger des Kompositionswettbewerbes „Teatro minimo“ des Opernhauses Zürich und der Bayerischen Staatsoper München. 